# William Penn
William Penn (Londres, 9 de janeiro de 1644 - Berkshire, 30 de julho de 1718) foi um escritor e pensador religioso inglês pertencente à Sociedade Religiosa de Amigos (Quakers) e fundador da Província da Pensilvânia, uma colônia do Reino Unido.

## Vida
Ele foi um dos primeiros defensores da democracia e da liberdade religiosa, notável por suas boas relações e tratados bem-sucedidos com os nativos americanos Lenape. Sob sua direção, a cidade de Filadélfia foi planejada e desenvolvida. Filadélfia foi planejada para ser semelhante a uma grade com suas ruas e ser muito fácil de navegar, ao contrário de Londres de onde Penn era. As ruas são nomeadas com números e nomes de árvores. Ele escolheu usar os nomes das árvores para as ruas transversais porque a Pensilvânia significa "Penn's Woods".
Em 1681, o rei Carlos II entregou um pedaço grande de seus norte-americanos propriedades de terra ao longo do Oceano Atlântico Norte costa a Penn para pagar as dívidas que o rei tinha devidos ao pai de Penn, o almirante e político Sir William Penn. Essas terras incluíam os atuais estados da Pensilvânia e Delaware. Penn imediatamente zarpou e deu seu primeiro passo em solo americano, navegando pela baía de Delaware e pelo rio Delaware, (passando por colônias ribeirinhas suecas e holandesas anteriores) em New Castle (agora em Delaware) em 1682. Nesta ocasião, os colonos juraram lealdade a Penn como seu novo proprietário, e a primeira Assembleia Geral da Pensilvânia foi realizada. Posteriormente, Penn viajou mais ao norte, subindo o rio Delaware, e fundou a Filadélfia, na margem oeste. No entanto, o governo Quaker de Penn não foi visto com bons olhos pelos anteriores colonos holandeses, suecos e também pelos primeiros colonos ingleses no que hoje é Delaware, mas reivindicado por meio século pela família proprietária da vizinha província de Maryland, os Calverts e Lord Baltimore. Esses primeiros colonos não tinham lealdade histórica a uma "Pensilvânia", então quase imediatamente começaram a peticionar por sua própria assembleia representativa. Vinte e três anos depois, em 1704, eles alcançaram seu objetivo quando os três condados mais ao sul da Pensilvânia provincial, ao longo da costa oeste do Delaware, foram autorizados a se separar e se tornar a nova colônia semi-autônoma de Lower Delaware. Como o assentamento mais proeminente, próspero e influente na nova colônia, New Castle, a cidade colônia sueca original tornou-se a capital.
Como um dos primeiros apoiadores da unificação colonial, Penn escreveu e pediu uma união de todas as colônias inglesas no que viria a ser os Estados Unidos da América. Os princípios democráticos que ele estabeleceu no Quadro de Governo da Pensilvânia serviram de inspiração para os membros da convenção que definiu a nova Constituição dos Estados Unidos na Filadélfia em 1787.
Como um quaker pacifista, Penn considerou profundamente os problemas da guerra e da paz. Ele desenvolveu um projeto voltado para o futuro e pensamentos para os "Estados Unidos da Europa" através da criação de uma Assembleia Europeia composta de deputados que poderiam discutir e julgar controvérsias pacificamente. Ele é, portanto, considerado o primeiro pensador a sugerir a criação de um Parlamento Europeu e do que se tornaria a moderna União Europeia no final do século XX.
Homem de profundas convicções religiosas, Penn escreveu inúmeras obras nas quais exortava os crentes a aderir ao espírito do Cristianismo Primitivo. Ele foi preso várias vezes na Torre de Londres devido à sua fé, e seu livro No Cross, No Crown (1669), que ele escreveu enquanto estava na prisão, se tornou um clássico cristão da literatura teológica.

## Trabalhos
- True Spiritual Liberty (1681)
- Fruits of Solitude In Reflections And Maxims (1682)
- eface to George Fox's Journal (1694)
- The Rise and Progress of the People Called Quakers
- An Essay towards the Present and Future Peace of Europe by the Establishment of a European Dyet, Parliament or Estates (1693)